# Solenopsis invicta
La formiga de foc roja (Solenopsis invicta) és una espècie de formiga de la subfamília dels mirmicins (Myrmicinae). És originària d'Amèrica del Sud (Argentina, Brasil i Paraguai) i s'ha estès a moltes altres parts del món, essent una espècie invasora.

## Distribució
És originària d'Amèrica del Sud (Argentina, Brasil i Paraguai) i s'ha estès a moltes altres parts del món.incloent els Estats Units, Mèxic, el Carib, la Xina, Taiwan i Austràlia. El 2023 ha estat detectat el seu establiment a Europa per primera vegada, concretament prop de Siracusa (Sicília, Itàlia). Només ha pogut ser erradicada a Nova Zelanda. Aquesta formiga té un fibló potent i irritant de la pell on de vegades deixa pústules.

## Història natural
A més la seva activitat danya les arrels de les plantes. Amb el seu fibló pot matar animals petits com alguns ocells. El verí del seu fibló conté un alcaloide que causa dolor i la formació de pústules a la pell un dia després de la picada. Són depredadors naturals d'algunes plagues agrícoles com els insectes de la família Labiduridae, àfids i d'altres. Tanmateix també pot matar pol·linitzadors com les abelles o borinots que fan el niu a terra.

## Morfologia

Anatomia d'una obrera

Les obreres presenten 10 segments en les antenes. Són difícils de distingir d'altres formigues del seu gènere i per aconseguir-ho es poden fer servir tècniques com el codi de barres genètic i la cromatografia (high performance liquid chromatography) per distingir diferències en els hidrocarburs cuticulars.